# Радо Савић
Радо Савић (рођен 27. јануара 1975) је српски политичар и љекар, који од 2008. године обавља функцију начелника општине Лопаре у Републици Српској, Босни и Херцеговини. Члан је Српске демократске странке (СДС).

## Биографија
Основну школу завршио је у Лопарама, а средњу медицинску школу 1995. године у Ваљеву. Медицински факултет завршио је у Београду 2001. године, након чега је специјализирао гинекологију и акушерство. Од 2002. до 2008. године радио је у Дому здравља Лопаре као љекар.

## Политичка каријера
У политику улази 2004. године као члан СДС-а, када је изабран за одборника у Скупштини општине Лопаре. На општим изборима 2006. године постаје посланик у Народној скупштини Републике Српске. У више мандата био је члан главног одбора СДС-а. Од 2008. године обавља функцију начелника општине Лопаре, а на локалним изборима 2024. године пети пут је изабран, освојивши 3.415 гласова или 50,22%. У периоду од 2019.-2022. године био је на позицији замјеника предсједника СДС-а.

## Друштвени ангажман
Савић је један од иницијатора манифестације „Дани дијаспоре“, која се одржава у Лопарама уз подршку Удружења Мајевичана у Швајцарској. Манифестација има за циљ повезивање дијаспоре са завичајем, очување културног идентитета и подстицање развоја локалне заједнице.

## Лични живот
Живи у селу Пирковци код Лопара. Ожењен је и отац троје дјеце.